# Pagode Shwezigon
Ne doit pas être confondu avec Pagode Shwedagon ou Pagode Shwesandaw.
La pagode Shwezigon (birman ရ္ဝ္ဟေစည္‌းခုံစေတီတော္‌) est constituée d'un grand stûpa central. Elle est située à Nyaung U, près de Bagan, au Myanmar.
Inspiré du Lawkananda, il servit de modèle à beaucoup d'autres stûpas de style birman. Il est en forme de cloche et repose sur trois terrasses de briques décorées de plaques de terre cuite décorées de scènes des jâtaka (vies antérieures du Bouddha). Tout autour se trouvent de nombreux petits temples et pagodons, ainsi que les effigies des 37 Nats, disposées de manière à rendre hommage au stûpa.
La pagode aurait été construite à partir de 1059 par le roi Anawrahta pour abriter un os de la mâchoire et une dent du Bouddha qu'il avait obtenus à l'issue de sa campagne contre le royaume de Dali (dans l'actuel Yunnan). Il fut achevé sous le règne de son fils Kyanzittha, en 1102 : À l'intérieur du complexe se trouve un pilier de pierre portant des inscriptions mônes de ce roi.
Une cavité remplie d'eau permet de photographier le sommet du stupa, par effet miroir, en fonction de l'angle de prise de vue précis.

## Galerie d'images

Pagode Shwezigon
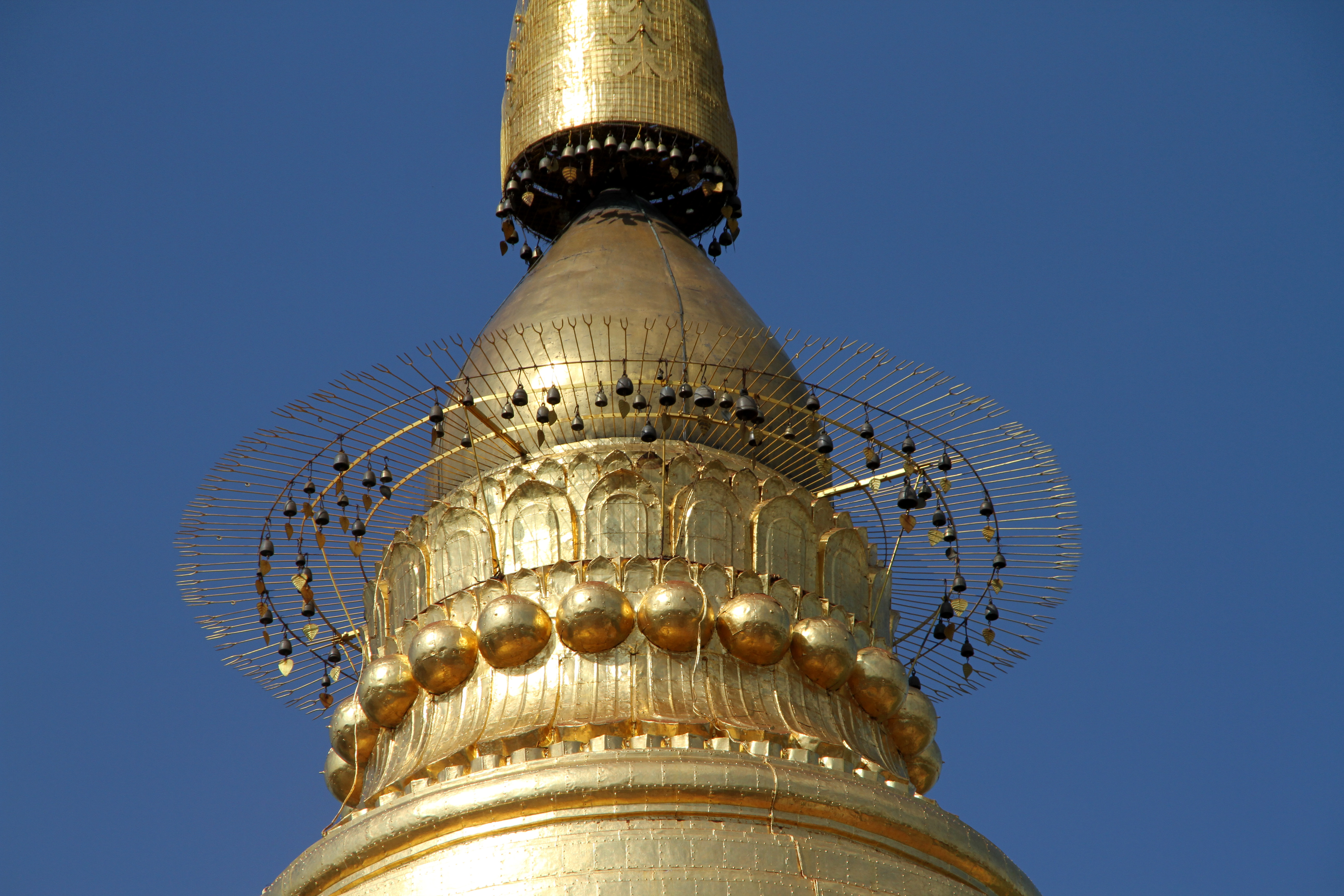
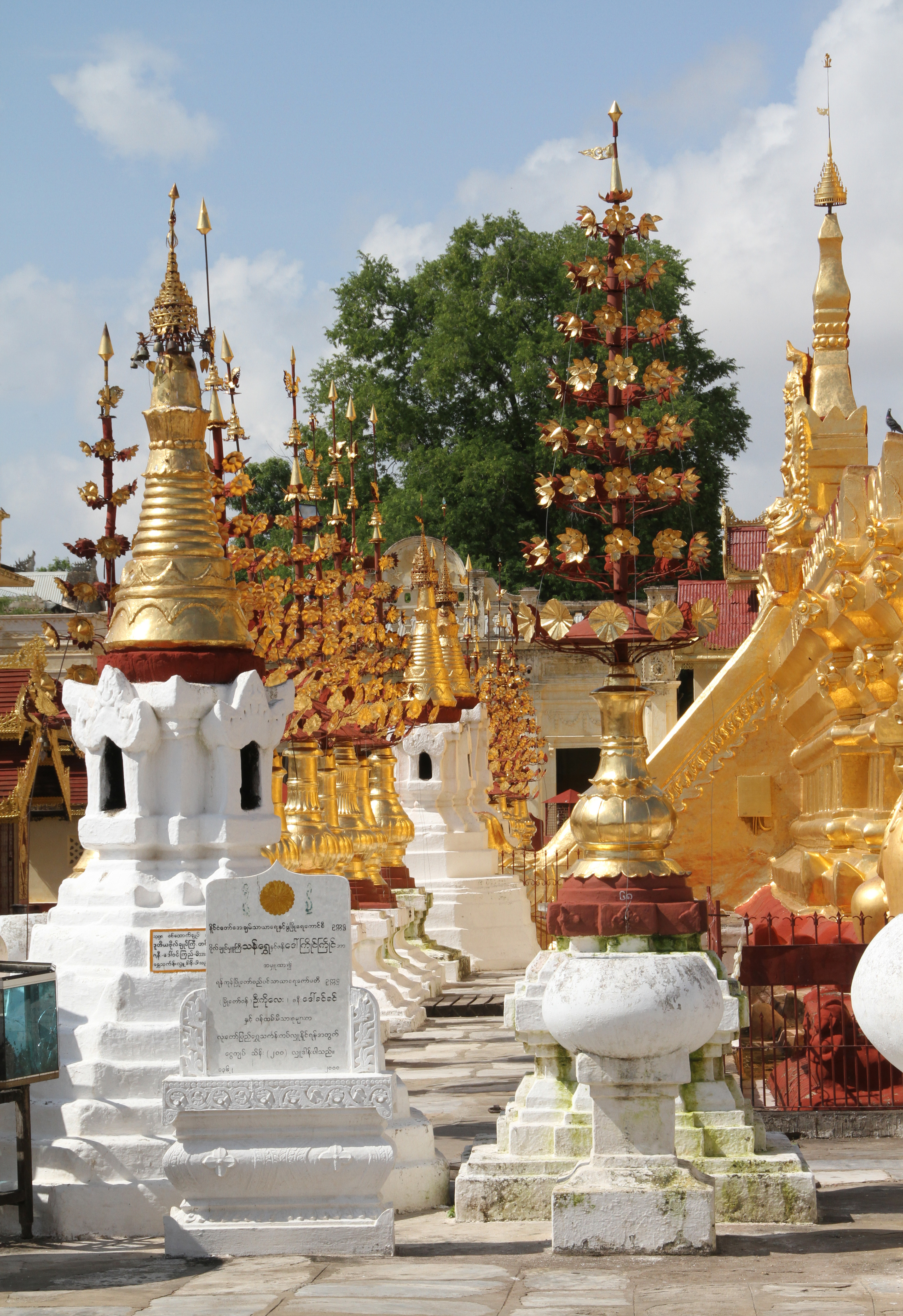
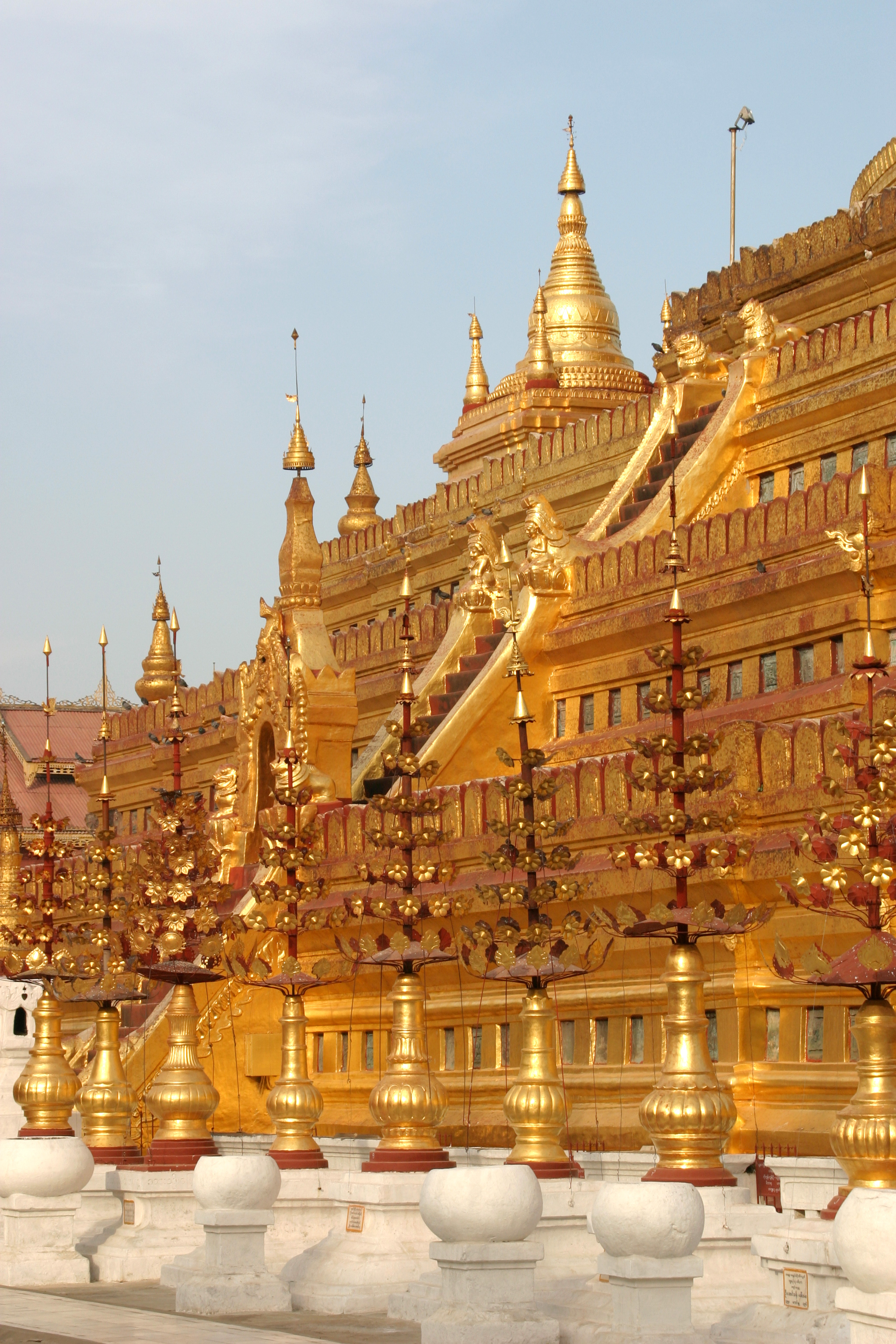
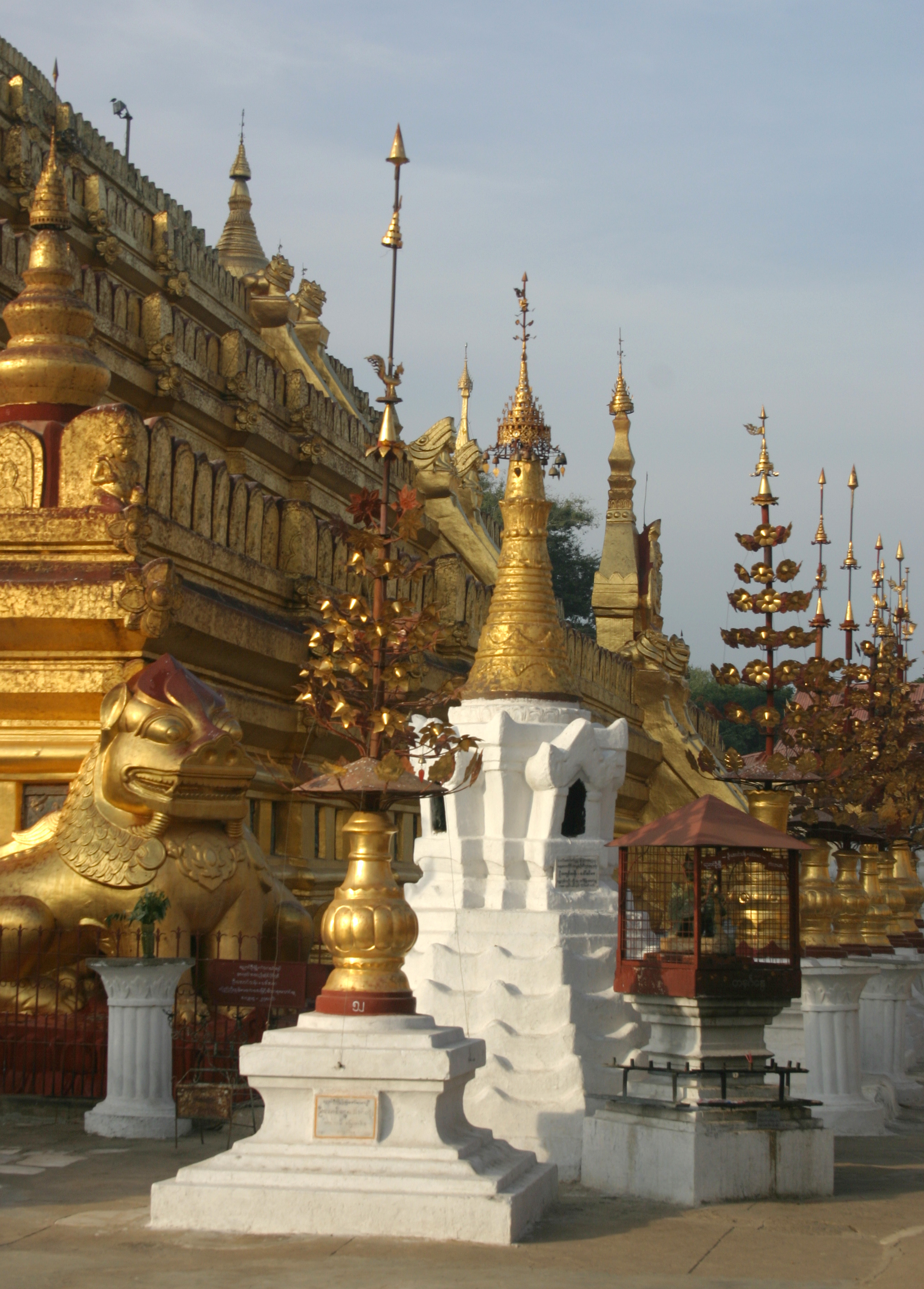
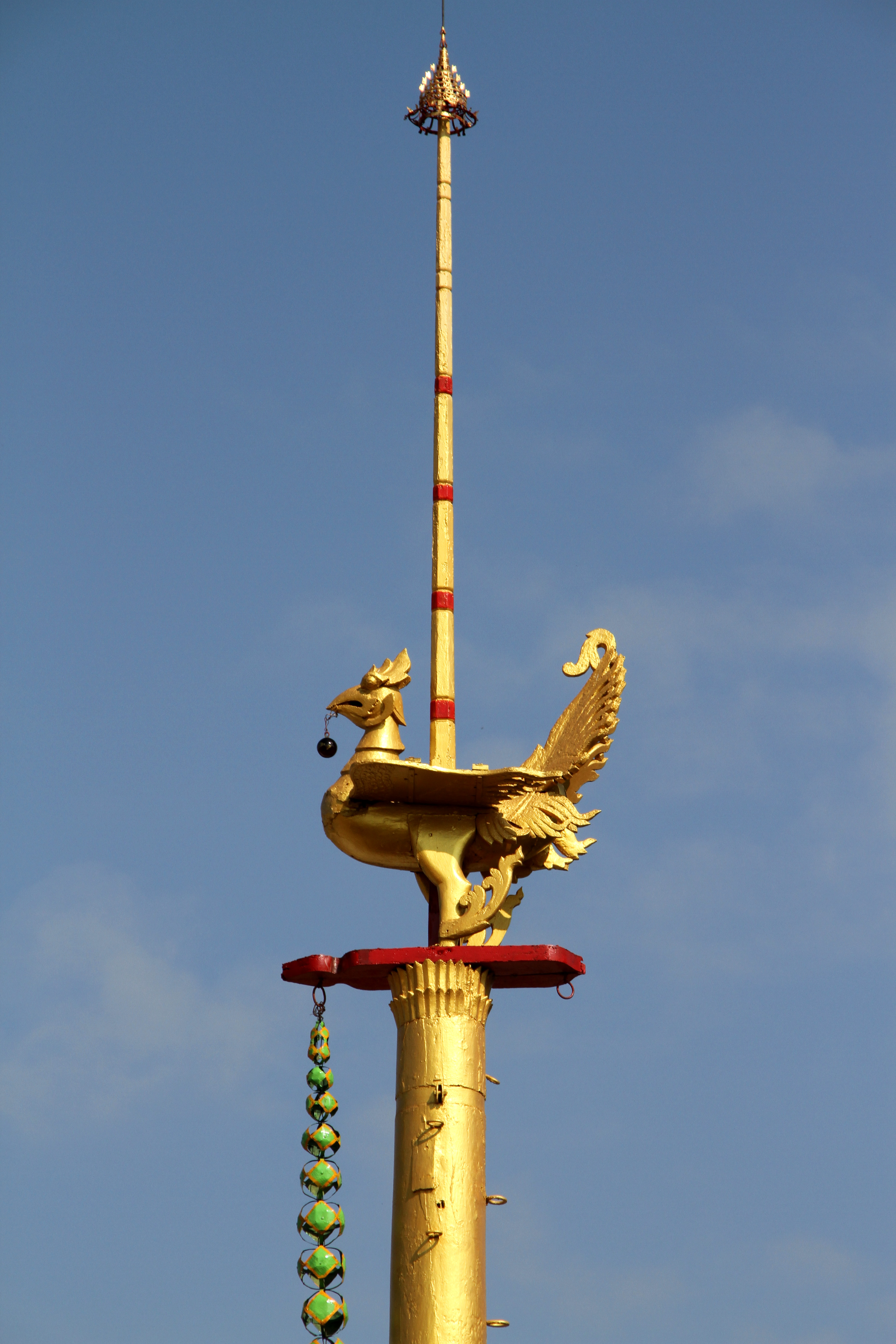
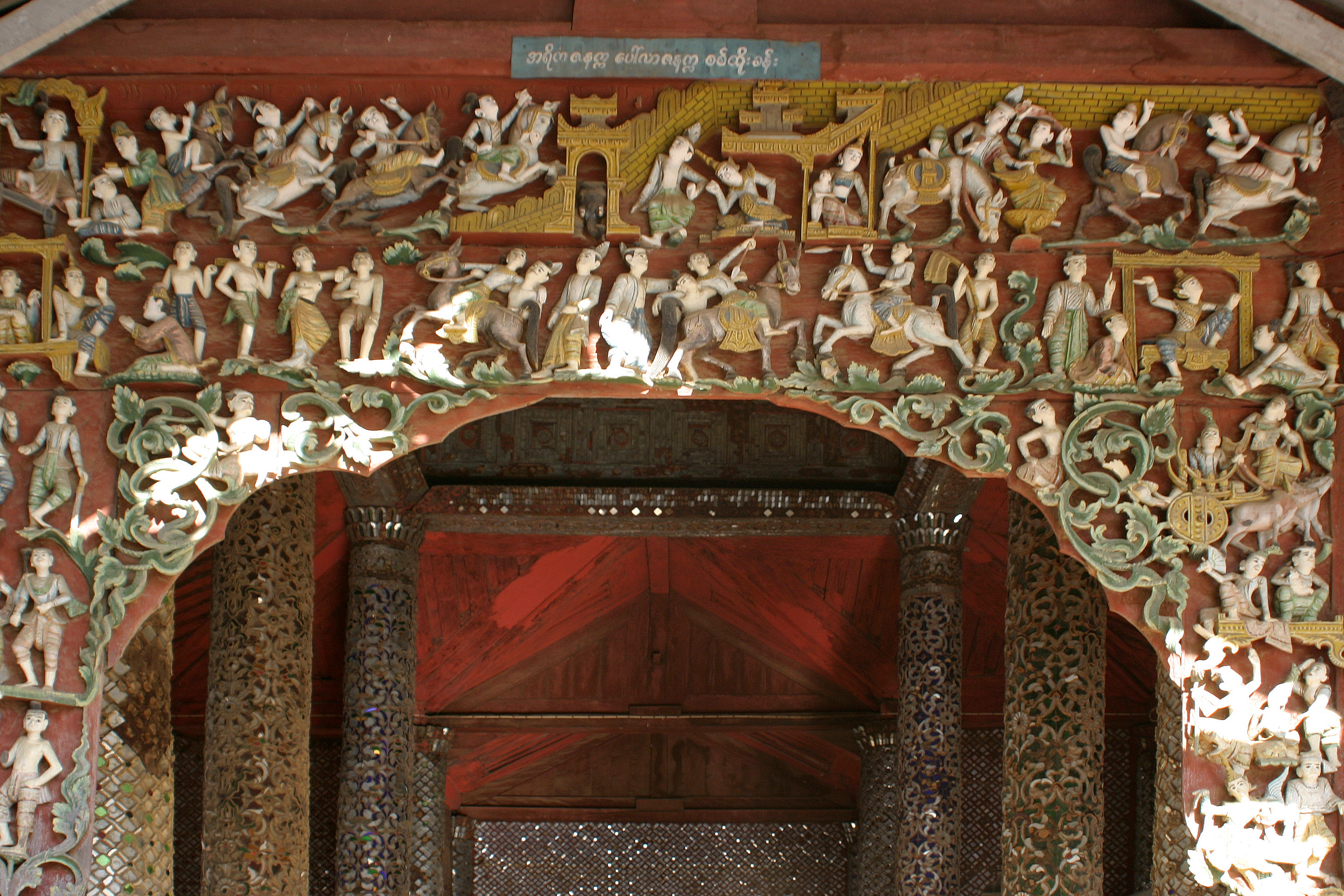
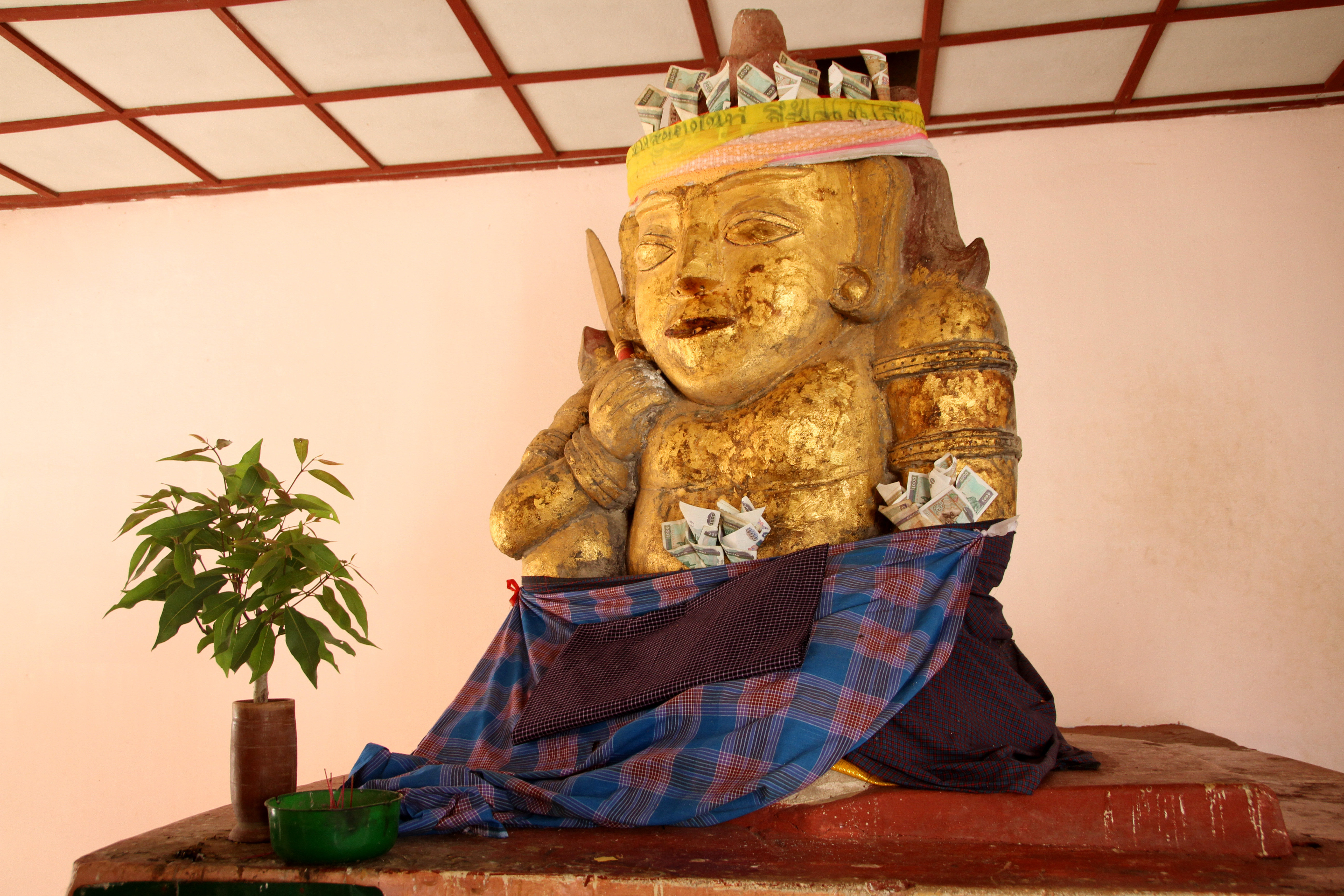
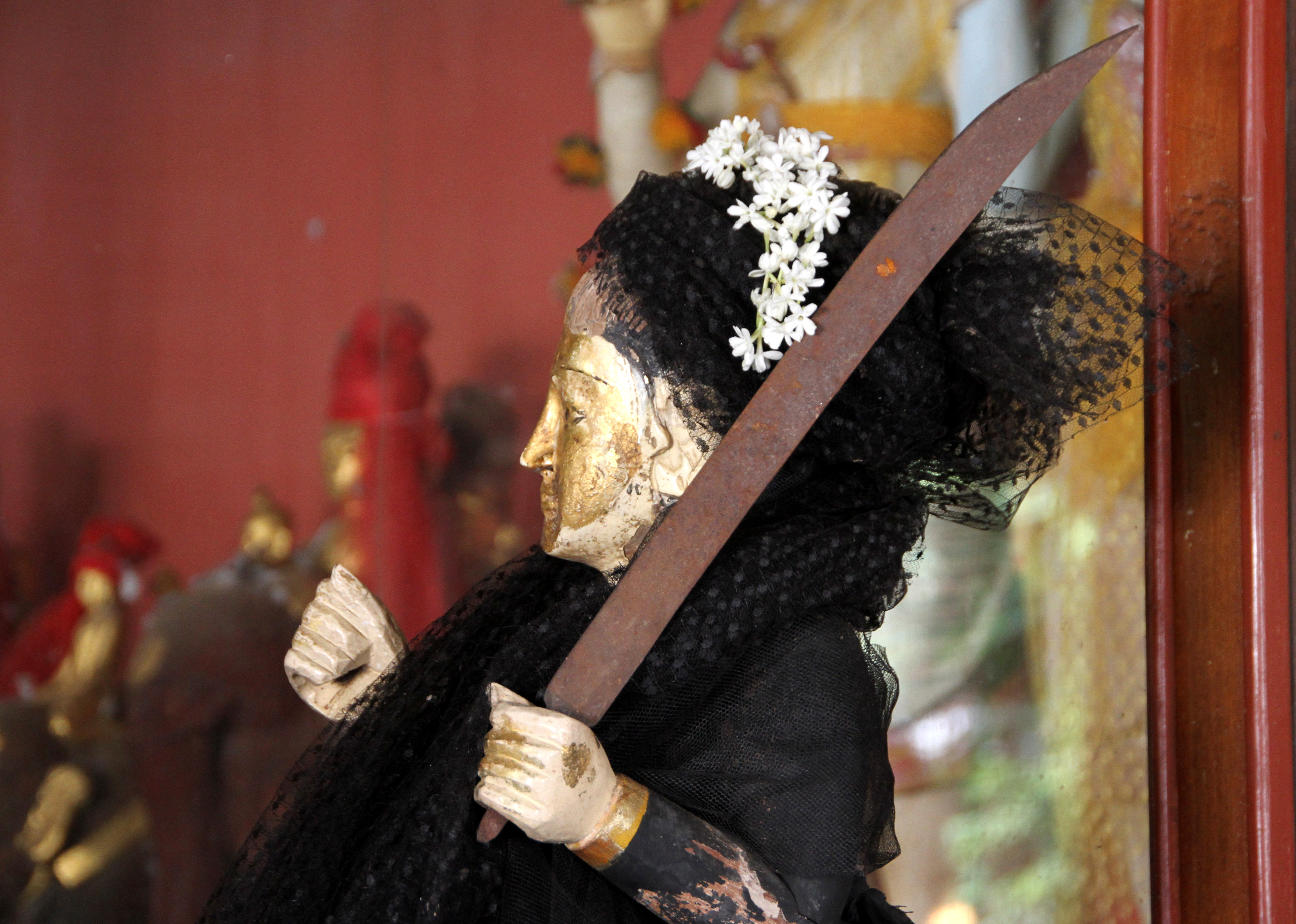